# Guerra e Paz (filme de 1956)
War and Peace (prt/bra: Guerra e Paz) é um filme ítalo-estadunidense de 1956, dos gêneros guerra, drama e ficção histórica, dirigido por King Vidor e escrito por Bridget Boland, Mario Camerini, Ennio De Concini, Gian Gaspare Napolitano, Ivo Perilli, Mario Soldati e Robert Westerby baseado no romance de 1869 de Liev Tolstói de mesmo nome. O filme, lançado pela Paramount Pictures, foi produzido por Dino De Laurentiis e Carlo Ponti com uma trilha sonora de Nino Rota e cinematografia de Jack Cardiff.
O filme é estrelado por Audrey Hepburn, Henry Fonda e Mel Ferrer, juntamente com Vittorio Gassman, Herbert Lom, John Mills e Anita Ekberg. Recebeu indicações ao Oscar de Melhor Diretor (King Vidor), Melhor Fotografia (Jack Cardiff) e Melhor Figurino (Maria De Matteis).

## Sinopse

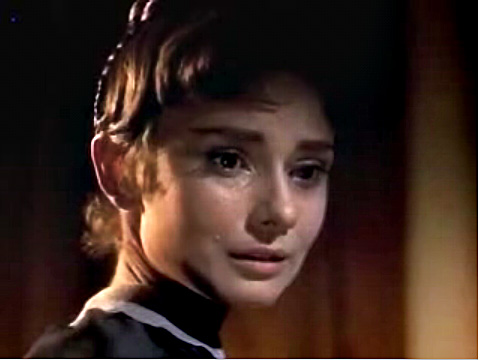
Audrey Hepburn

A ação do filme se inicia em 1805, na época que antecede a Batalha de Austerlitz, uma das muitas campanhas militares de Napoleão contra os impérios europeus. Nesta batalha, a coligação formada pela Áustria e Rússia foi derrotada pelos franceses, forçando os russos a assinarem um tratado de paz em 1807. 
Na batalha, o príncipe Andrei é ferido heroicamente e é feito prisioneiro. Finda a guerra, retorna para Moscou e fica viúvo. Depois de 2 anos de retiro, ele se interessa por Natasha Rostov, filha de um nobre arruinado e grande paixão de seu amigo Pierre Bezukhov. Pierre, um intelectual e filho bastardo de um aristocrata que só reconhece os direitos dele quando morre, não gosta de armas. Pierre também não pode fazer à corte a Natasha, pois se casou com a prima, a desejável e infiel Helene. Quando se inicia uma nova guerra, a Rússia é invadida por Napoleão. Moscou é incendiada pelos próprios moradores para fustigarem e, por fim, repelirem os exércitos invasores. Mas é uma tragédia que mudará as vidas de todas as pessoas do país.

## Elenco
- Audrey Hepburn como Natasha Rostov
- Henry Fonda como Pierre Bezukhov

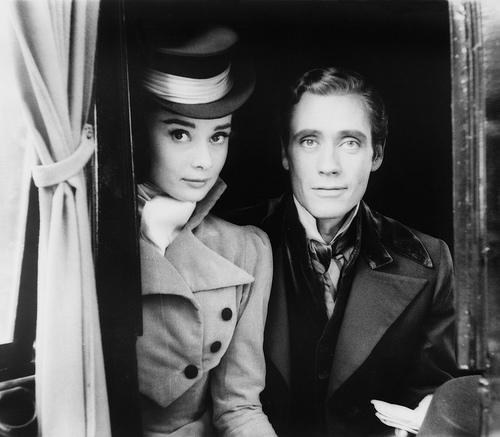
Hepburn e Ferrer

- Mel Ferrer como Príncipe Andrei Bolkonsky
- Oskar Homolka como General Kutuzov
- Anita Ekberg como Helene
- Vittorio Gassman como Anatole
- Herbert Lom como Napoleão
- Helmut Dantine como Dolokhov
- Tullio Carminati como Príncipe Vasili Kuragine
- Barry Jones como Conde Rostov
- Milly Vitale como Lise
- Lea Seidl como Condessa Rostova
- Anna Maria Ferrero como Mary Bolkonskaya
- Wilfrid Lawson como Príncipe Bolkonsky
- May Britt como Sonya Rostova
- Jeremy Brett como Nicholas Rostov
- John Mills como Platon Karatayev
- Patrick Crean como Denisov
- Seán Barrett como Petya Rostov
- Alan Furlan como oficial russo

## Recepção
Apesar de ser um dos filmes mais caros da história e ter um ótimo elenco, Guerra e Paz não teve muito sucesso, e foi pouco valorizado pelo público ocidental da época. No entanto, na URSS fez muito sucesso, especialmente, o desempenho encantador de Audrey Hepburn no papel de Natasha Rostova, bem como o cuidadoso design de roupas, decoração e cenário.

## Principais prêmios e indicações
Oscar 1957 (EUA)

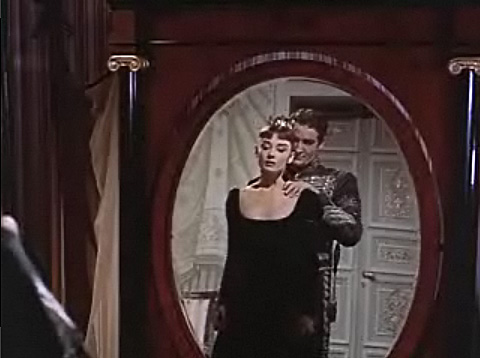
Audrey Hepburn e Vittorio Gassman

- Indicado nas categorias de melhor diretor, melhor figurino e melhor fotografia.

BAFTA 1957 (Reino Unido)
- Indicado nas categorias de melhor filme de qualquer origem e melhor atriz (Audrey Hepburn).

Globo de Ouro 1957 (EUA)
- Venceu na categoria de melhor filme estrangeiro (Itália).
- Indicado na categoria de melhor filme - drama, melhor atriz - drama (Audrey Hepburn), melhor diretor de cinema e melhor ator coadjuvante (Oskar Homolka).

Sindacato Nazionale Giornalisti Cinematografici Italiani 1957 (Itália)
- Venceu nas categorias de melhor cenografia e melhor trilha sonora.